# Стационе ди Портакомаро (Асти)
Стационе ди Портакомаро је насеље у Италији у округу Асти, региону Пијемонт.
Према процени из 2011. у насељу је живело 324 становника. Насеље се налази на надморској висини од 136 м.